# Centre matapédien d'études collégiales

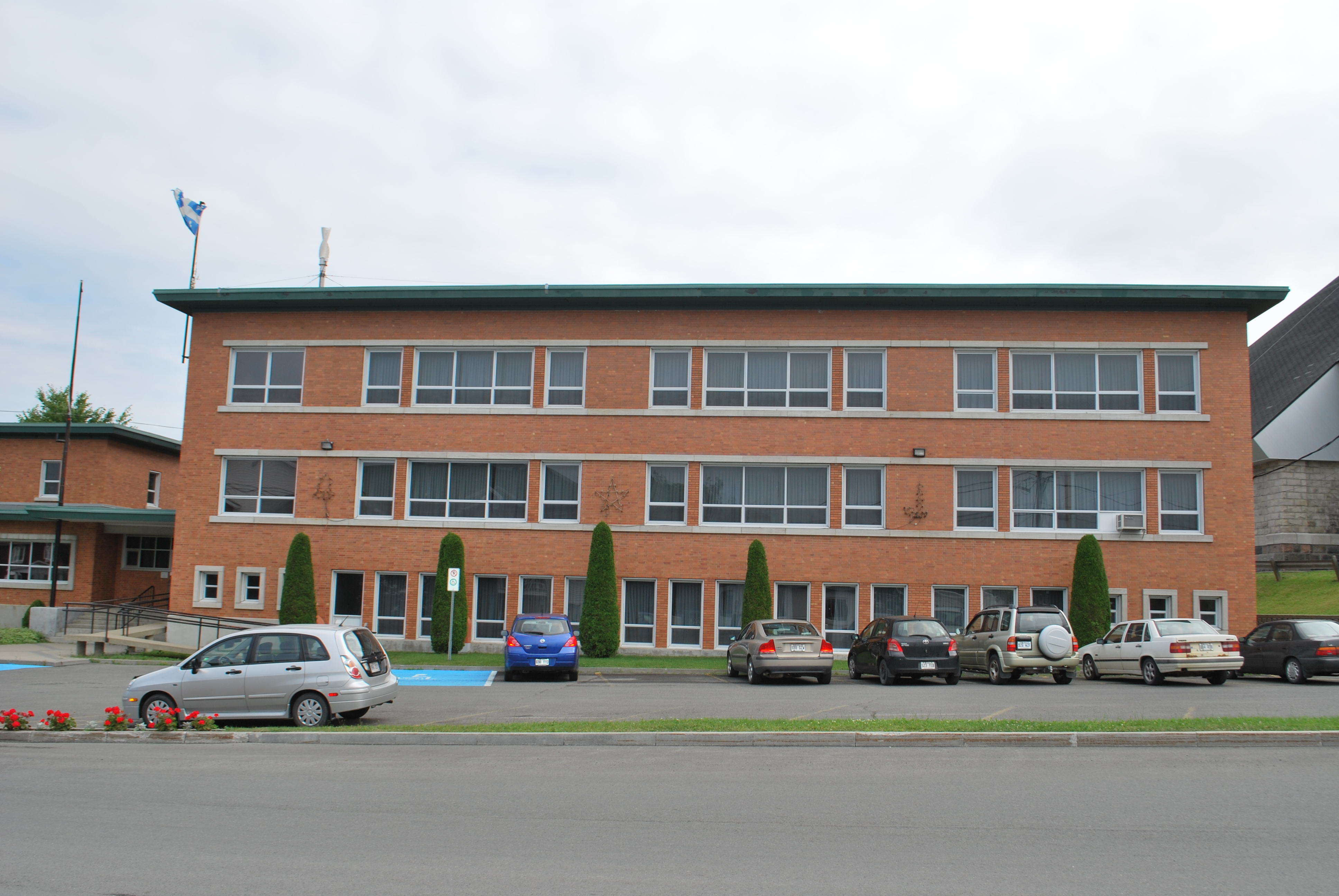
Façade du CMÉC

Le Centre matapédien d'études collégiales (CMÉC) est un établissement d'enseignement collégial situé à Amqui dans la vallée de la Matapédia au Québec. Le CMÉC est une composante du Collège de Rimouski tout comme le Cégep de Rimouski et l'Institut maritime du Québec. Il a été fondé en 1995 dans le but d'augmenter l'accessibilité aux études supérieures aux résidents de la vallée de la Matapédia. Le CMÉC offre des programmes pré-universitaires ainsi que des techniques en physiothérapie et en gestion de commerce. Il accueille plus d'une centaine d'étudiants chaque année.   
Dans le domaine de la transformation forestière, le CMÉC compte sur le centre de Service de recherche et d'expertise en transformation des produits forestiers (SEREX). Le SEREX a été fondé en 1998 en partenariat avec le Cégep de Rimouski. Il est reconnu officiellement comme Centre collégial de transfert de technologie (CCTT) depuis juin 2007,,.
En 2016, l'installation d'un ascenseur.

## Programmes
Les programmes de formation préuniversitaire :
- Sciences humaines
- Sciences de la nature

Les programmes de formation technique :
- Techniques de physiothérapie
- Gestion de commerces

Cheminement particulier :
- Tremplin DEC

## Équipes sportives
- Volley-ball féminin division 2
- Badminton